# تحلل حيوي

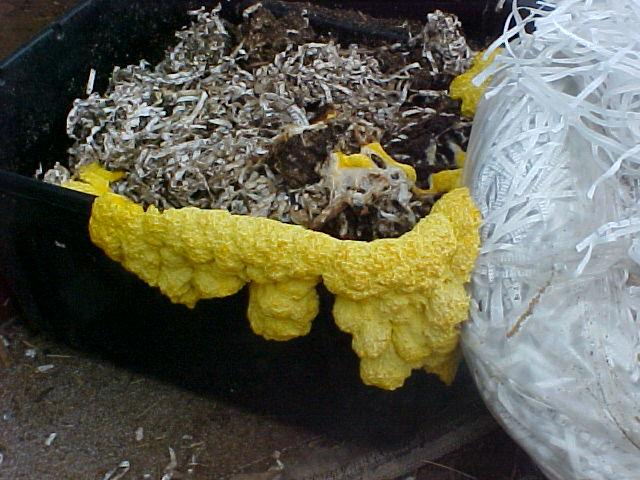

التحلل الحيوي أو التحلل البيولوجي (بالإنجليزية: Biodegradation)‏ هو طريقة طبيعية لإعادة تدوير النفايات، أو تحطيم المواد العضوية إلى مواد غذائية يمكن استخدامها من قبل الكائنات الحية الأخرى. فكلمة «تحلل» تعني تكسير وتحطيم، و«الحيوي» يقصد بها أن هذا التكسير يحدث من خلال تجمعات من البكتيريا والفطريات والحشرات والديدان، وغيرها من الكائنات التي تتغذى على المواد الميتة وإعادة تدويرها إلى أشكال جديدة.
هذا التحلل للمواد العضوية يمكن أن يكون هوائيا بوجود الأكسيجين، أو لا هوائيا من دون الأكسيجين. وهناك مصطلح ذو صلة بالتحلل الحيوي هو (biomineralisation) حيث تحول المادة العضوية إلى معادن. وتقوم المكروبات (الكائنات الدقيقة) بإفراز مؤثر سطحي حيوي خارج الخلية يساعد في عملية التحلل الحيوي.
والمادة المتحللة حيويا هي مادة عضوية عموما مثل المواد النباتية والحيوانية وغيرها من المواد التي تخلفها المكروبات، وقد تكون مادة اصطناعية تشبه المواد النباتية والحيوانية ويمكن للمكروبات تحليلها. وبعض المكروبات لديها تنوع تقويضي طبيعي مدهش في تحليل وتحويل وتكديس مجموعة ضخمة من المركبات بما في ذلك الهيدروكربونات (مثل الزيت)، وثنائي الفينيل متعدد الكلور، والهيدروكربونات العطرية المتعددة الحلقات، وكثير من المواد الصيدلانية والنظائر المشعة والفلزات.

## تحلل البلاستيك
إن تحلل زجاجة واحدة من البلاستيك قد تستغرق مدة زمنية طويلة تستغرق حوالي 450 سنة لكي تتحلل في البيئة، وذلك وفقا للمعطيات من دائرة الحدائق الوطنية الأمريكية.
لماذا يستغرق تحللها كل هذه المدة الزمنية الطويلة؟
قبل البدء، يجب أن نشير إلى أن هناك نوعان من التحلل يحصل في البيئة، أولها التحلل الحيوي الذي يحدث بواسطة الكائنات الحية المختلفة المسؤولة عن عملية التحلل مثل بعض أنواع البكتيريا والطحالب والكائنات المجهرية المحللة الأخرى التي تعتمد على المواد العضوية كغذاء، أما النوع الثاني فهو التحلل غير الحيوي الذي يحدث عن طريق تعرض المواد البلاستيكية أو غيرها إلى ظروف فيزيائية وكيميائة تساعد وتجبر على التحلل منها الرياح والتعرية المائية وغيرها.
فجميع المواد تستطيع التحلل مع الزمن ولكن بفترات متفاوتة، فالبلاستيك يختلف عن المواد الأخرى بتركيبتهِ الكيميائية التي تجعل الذرات ترتبط مع بعضها البعض بصورة أكثر تعقيدا نوعا ما من المواد الأخرى، لذا فإن الكائنات الحية الدقيقة المحللة لا تستطيع بسهولة أن تكسر الروابط ما بين ذرات البلاستيك ولذلك تحتاج وقتاً طويلا للتحلل مقارنة مع مواد أخرى لا تحتاج كل هذا الوقت.
فالبلاستك عند تحليله ينتج الماء وثاني أكسيد الكربون والميثان وكتل حيوية أخرى، فالعلاقة الأساسية التي يعتمد البلاستك على تحلله كما ذكرت سابقا هي بنية المادة وتركيب الذرات المتراصة بعضها ببعض وليس المادة الخام المصنوعة منها، فمثلا هناك مواد بلاستيكية مكونة من مواد النفط التي تكون قابلة للتحلل أسرع من غيرها ولكن ليس ذلك في جميع أنواع البلاستيك.
و يعتقد بعض العلماء أن بعض أنواع البلاستيك لا يمكن تحللها إطلاقا، لأنه لا يمكن تفكيكها بواسطة الكائنات الدقيقة المحللة وحدها، ولكن وجد العلماء نوعا خاصا من الفطريات التي لديها القدرة على التهام البلاستك، ولايزالون يجرون بحوثات ودراسات عليها للاستفادة منها.

## عوامل مؤثرة على تحلل المواد
تقريبا كل المواد والمركبات الكيميائية قابلة للتحلل، لكن الاختلاف بينها يكمن في الفترة اللازمة لهذا التحلل، فقد يستغرق تحلل المواد دقائق، أيام، سنين وحتى قرون. وهنالك عدة عوامل مؤثرة على معدلات التحلل للمواد العضوية، ومن أبرزها: الضوء، الماء، الأكسجين، وحتى الحرارة. تلعب الحرارة تلعب دورا مهما في التحلل وذلك لان سرعة التفاعلات الكيميائية تزداد بزيادة الحرارة. يعتمد أيضا معدل تحلل المواد العضوية على طبيعة هذه المادة، فيجب تحول المواد والمركبات إلى الحالة السائلة لتمتص من قبل الكائنات الحية القادرة على تحليلها.

### طرق قياس التحلل الحيوي
يمكن قياس التحلل الحيوي بعدة طرق:
1. اختبارات قياس التنفس للكائنات التي تتنفس بطريقة هوائية: اولا يتم وضع عينة النفايات الصلبة في وعاء مع التربة والكائنات الحية الدقيقة، ويجرى تهوية الخليط لتوفير الاوكسجين اللازم للكائنات الحية الدقيقة. مع مرور الأيام، تقوم الكائنات الحية بهضم العينة شيئا فشيئا منتجة غاز ثاني أكسيد الكربون (CO2)، الكمية الناتجة من هذا الغاز تكون مؤشر على عملية التحلل للعينة.
2. كما يمكن قياس عملية التحلل الحيوي من خلال دراسة الكائنات اللاهوائية من خلال قياس كمية غاز الميثان وخليط المعادن (السبائك) الذي بإمكان هذه الكائنات إنتاجه. في مثل هذه التجارت يستخدم الموز وورق الجرائد كعينة النفايات المراد تحللها، وذلك لقصر المدة اللازمة للتحلل، ولا يستخدم البلاستيك لذلك.[10]

الجدول التالي يوضح الوقت التقريبي لتحلل المواد في البيئة البحرية:
| المنتج \ المادة        | الوقت اللزم للتحلل الحيوي |
| المناديل الورقية       | 4-2 أسابيع                |
| ورق الجرائد            | 6 أسابيع                  |
| لب التفاح              | شهرين                     |
| صندوق كرتوني           | شهرين                     |
| علبة حليب مغلفة بالشمع | 3 أشهر                    |
| قفازات قطنية           | 5-1 أشهر                  |
| قفازات صوفية           | سنة                       |
| خشب رقيق               | 3-1 سنين                  |
| عصي خشبية              | 13 سنة                    |
| أكياس بلاستيكية        | 20-10 سنين                |
| علب صفيح               | 50 سنة                    |
| حفاظات الأطفال         | 100-50 سنة                |
| زجاجة بلاستيكية        | 450 سنة                   |
| علبة المنيوم           | 200 سنة                   |
| زجاجة زجاجية           | غير محدد                  |

## المنظفات
في المجتمعات المتقدمة، منظفات الملابس تعتمد بالأصل على  alkylbenzenesulfonates الخطية. أما alkylbenzenesulfonates المتفرعة فإنه تم التخلص منها منذ زمن طويل لتحللها البطيء جدا.

## تطورات حديثة في التحلل الحيوي للملوثات الصناعية، عن طريق العفن الأبيض والإنزيمات الخاصة به.
إن تفريغ المخلفات الصناعية سواء السائلة أم الصلبة منها بطريقة غير ملائمة، ساعد على زيادة الاهتمام لدى كل من الصناعيين والمجتمع العلمي بشكل عام على معالجة مخلفاتهم بشكل أكثر أمنا. العفن الأبيض ‏ يعد من الكائنات القوية والمتعددة الجوانب لما له من مقدرة عالية على الأكسدة في المعالجة الحيوية للمخلفات الكيماوية السامة، وهذا لقدرته على تحمل سمية مثل هكذا مواد في البيئة. فالعفن الأبيض يستطيع أن يحلل متنوع الاكسيوبيوتيك نظرا لعدم تخصص انزيماته الخارجية الخاصة بتحليل اللجنين.
حديثا وفي السنوات الأخيرة، تم تطوير عمليات المعالجة الحيوية باستخدام العفن الأبيض وبالشكل الأمثل. مع التشديد على دراسة الانزيمات الخاصة بهذه الكائنات المساهمة في التحلل البيولوجي للملوثات الصناعية.و لقد تم عزل الكثير من السلالات الحديثة (وانزيماتها) وتنقيتها ووصفها.
في هذه اللمحة، حاولنا تغطية آخر التطورات على نظام الانزيمات الخاصة بالعفن الأبيض، الكتلة الجزيئية والمقدرة على استخدامة في المعالجة الحيوية للملوثات الصناعية.

## تكنولوجيا التحلل الحيوي
في عام 1973، تم الإثبات لأول مرة أن متعدد الإستر يتحلل عند تعرضه إلى المواد التي تحتوي على عمليات حيوية، كالتربة مثلا. متعدد الإستر هي عبارة عن مواد مقاومة للذوبان في الماء، ويمكن تذويبها وتشكيلها إلى أوراق، عبوات، وغيرها من المنتجات، مما يتيح المجال لتوفير أنواع محددة من البلاستيك القابلة للتحلل الحيوي.لاحقا، تم إنتاج ما يعرف Polyhydroxyalkanoates من قبل الميكروبات، مباشرة ومن مصادر متجددة. فتعتبر 95% من هذه الميكروبات، بكتيريا خلوية، ويمكن التلاعب بها باستخدام الا ستراتيجيات الوراثية. تنظيم التكوين والتحلل البيولوجي لهذه المادة (PHAs)، يكون عن طريق خلطها مع البوليمرات الطبيعية الأخرى. وفي فترة الثمانينيات من القرن الماضي، قامت شركة (ICI Zenecca) بالتسويق التجاري لمادة (PHAs)، تحت اسم (Biopol)، حيث كانت تستخدم لإنتاج عبوات الشامبو وغيرها من مستحضرات التجميل. تبعا لذلك، كانت ردة فعل المستهلكين غير عادية، وكانوا على استعداد لدفع المزيد من المال من أجل هذا المنتج الذي لم يسبق له مثيل، كونه طبيعيا وقابلا للتحلل الحيوي.
الآن، تعتبر تكنولوجيا التحلل الحيوي سوقا متطورا بشكل كبير، يتضمنه العديد من التطبيقات الخاصة بالتعليب والمنتجات الطبية. تعنى تكنولوجيا التحلل الحيوي بعلم تصنيع المواد القابلة للتحلل الحيوي، حيث تفرض آليات ذات أساس علمي للوراثة النباتية في العمليات القائمة في الوقت الحالي. بإمكان التعاون بين العلماء ومؤسسات التصنيع، المساعدة على الحد من تأثير التغير المناخي من خلال تطوير استخدام علم الوراثة النباتية التي من شأنها أن تحاكي بعض التقنيات التكنولوجية. ذلك، من خلال الأخذ بعين الاعتبار أن النباتات قابلة على التحلل الحيوي، القيام بعملية التمثيل الضوئي، وبالتالي التقليل من النفايات والسموم.
تكنولوجيا التحلل الحيوي المؤكسد أو أوكسو التحلل الحيوي Oxo Biodegradable [الإنجليزية]، والتي تعتبر المطور للمنتجات البلاستيكية القابلة للتحلل الحيوي، برزت أيضا في هذا المجال. وتعرف منظمة المعايير الأوروبية European Committee for Standardization [الإنجليزية] أن أوكسو التحلل الحيوي بأنه "التحلل الناتج عن ظاهرة التأكسد الخلوية، إما بشكل متزامن أو على التوالي". بينما وصف "الأوكسوالقابلة للتقطيع، و"الأوكسو القابلة للتحلل"، يصف المرحلة الأولى أو المؤكسدة فقط، ولا ينبغي أن تستخدم هذه الأوصاف للمواد التي تحلل عن طريق عملية أوكسو التحلل الحيوي التي حددتها منظمة المعايير الأوروبية، وبالتالي يكون الوصف الصحيح هو "أوكسو القابلة للتحلل الحيوي."
بمقارنة المنتجات البلاستيكية مع جزيئات مكونة من قطع كبيرة، والتي تحتوي على الكربون والهيدروجين، والأكسجين في الهواء، يتقدم المنتج للتحلل في أي مكان من أسبوع لسنة أو سنتين. هذا التفاعل يحدث حتى من دون إضافة المذيبات ولكن بمعدل بطيئ للغاية. ولهذا عند التخلص من البلاستيك التقليدي، يظل قائما في البيئة. تركيبات «أوكسو القابلة للتحلل الحيوي» تحفز وتسرع من عملية التحلل الحيوي ولكن الأمر يتطلب خبرة ومهارة للموازنة بين مكونات كل تركيبة حتى تعطي المنتج فترة محددة للاستعمال ومن ثم تحليلها حيويا.
تكنولوجيا التحلل الحيوي تستخدم بشكل خاص من قبل مجتمع الطب الحيوي. بوليمرات التحلل الحيوي تنقسم إلى ثلاثة مجموعات: طبية، وبيئية، والاستخدام الثنائي، ولكن من ناحية المصدر فإنها تنقسم إلى مجموعتين: طبيعية، وصناعية. جماعة التكنولوجيا النظيفة تستغل ثاني اكسيد الكربون الانشطاري والذي يتحول إلى سائل مذيب تحت الضغط المرتفع على درجة حرارة الغرفة والذي يمكن أن يستخدم البلاستيك القابل للتحلل الحيوي كغطاء للأدوية. البوليمر (عبارة عن مادة مكونة من جزيئات ذات تركيبة مكررة تكون سلسلة طويلة) يستخدم لتغليف الدواء بعد حقنه داخل الجسم والذي يعتمد على حمض اللاكتيك (مركب عادة ينتج داخل الجسم ولهذا يمكن إخراجه بشكل طبيعي). الغطاء مصمم للإطلاق المحدد بعد فترة من الزمن، مما يقلل من الحقن اللازمة ويزيد من النفع العلاجي. بروفيسور ستيف هاودل صرح بأن البوليمرات القابلة للتحلل جذابة بشكل خاص للاستخدام في توصيل الدواء، ففور تقديمها للجسم لا حاجة لاسترجاعها أو التلاعب بها ويتم تحليلها في منتجات ثنائية مذيبة وغير مسممة. البوليمرات المختلفة تتحلل بمعدب مختلف داخل الجسم ولذلك اختيار البوليمرات مصمم حسب معدل التحلل المطلوب.
يوجد تطبيقات حيوية طبية أخرى تستخدم بوليمرات مطاطية تتحلل حيويا. يمكن استخدام المواد المزروعة التي تتحلل حيويا بكمية صغيرة في العمليات الجراحية المتغيرة من خلال البوليمرات المتحللة بالحرارة. هذه البوليمرات تستطيع تغيير شكلها مع ارتفاع الحرارة، مما يجعل الغرز تتحلل بشكل أسهل. وهكذا تستطيع الغرز الدخول إلى الشقوق الصغيرة بسهولة، ويستطيع الأطباء من التعامل مع التشوهات الصعبة بسهولة، أما الغرز والمواد المساعدة تتحلل بشكل طبيعي بعد الانتهاء من العملية.

## أصول الكلمة واستعمالها
أول استخدام للتحلل الحيوي بالإنجليزية «قابلة للتحلل أو Biodegradable» في النصوص البيولوجية، كانت في عام 1961. وذلك عندما وصفت لعملية التحلل للمواد لأبسط المركبات، المكونة بالأساس من الهيدروجين والأكسجين والكربون عن طريق الكائنات الحية الدقيقة. الآن تستخدم كلمة قابلة للتحلل "Biodegradable" عادة مع المنتجات الصديقة للبيئة؛ والتي تلعب دوراً في الدورة الطبيعية للأرض والقادرة على تحليل المواد لإرجاعها لعناصرها الطبيعية.

## التحلل البيولوجي الفعّال والاستجابة الكيميائية
التوافر البيولوجي، أو كمية المادة التي تتوفر للكائن الحي الدقيق المحلل بشكل مناسب، هو العامل الرئيسي في التحلل الجيد. الاستجابة الكيميائية «انجذاب كيميائي» من الأمور المهمة التي تعتمد عليها ردة الفعل الفيزيائية للكائن المحلل المتحرك. المقصود بالاستجابة هي الحركة والاستجابة الفسيولوجية إما باتجاه أو بتنافر عن المواد الكيميائية في البيئة، والتي تساهم لاحقاً في الاستغلال الفعال لهضم وتكسير المواد المتوفرة في البيئة.